# Bưởi Luận Văn

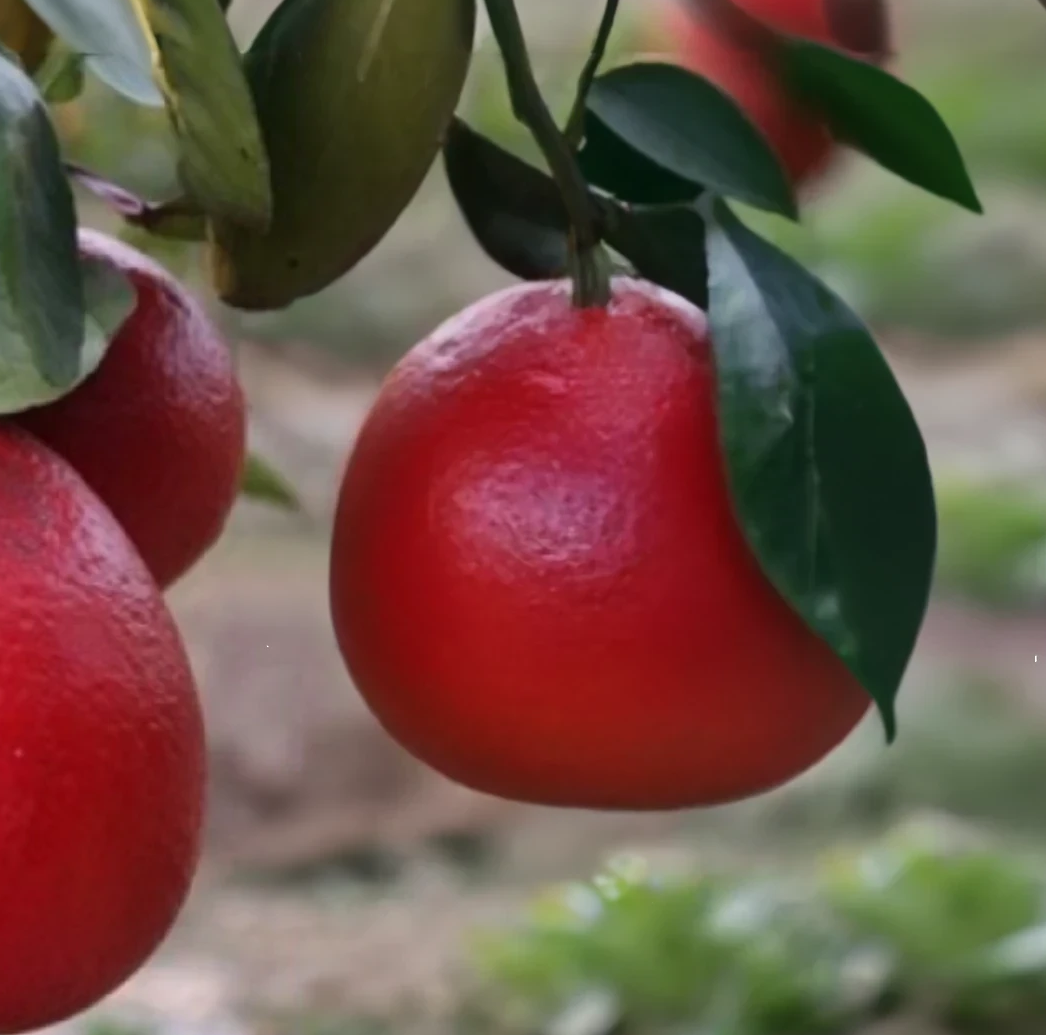
Hình ảnh Bưởi Luận Văn

Bưởi Luận Văn là giống bưởi có nguồn gốc từ thôn Luận Văn, xã Thọ Xương, huyện Thọ Xuân, tỉnh Thanh Hóa, Việt Nam.
Giống bưởi Luận Văn gắn liền với khu di tích lịch sử Lam Kinh. Theo truyền thuyết, vào đầu thế kỉ 15, trong cuộc khởi nghĩa Lam Sơn, Lê Lợi đã đóng quân tại đây và lấy tên làng Luận Văn đặt cho sản phẩm bưởi của làng. Đây cũng là bưởi tiến vua của vùng đất này.
Bưởi Luận Văn có hình bầu dục, đỉnh quả lồi, đường kính quả từ 15 cm đến 15,6 cm, chiều cao quả từ 15 cm đến 15,8 cm. Quả bưởi chín từ khoảng tháng 9, tháng 10 âm lịch nhưng có thể giữ trái trên cây đến dịp Tết Nguyên Đán. Bưởi Luận Văn có hàm lượng chất khô (độ Brix) từ 11,05 % đến 15,40 %, hàm lượng đường tổng số từ 6,86 % đến 9,63 %, hàm lượng axit hữu cơ từ 0,90 % đến 1,34 %, vitamin C từ 43,52 đến 45,22 mg/100 g. Đặc biệt, giống bưởi này có hàm lượng caroten khá cao, từ 2,532 đến 2,582 mg/100 g, tạo nên màu đỏ đặc trưng cho vỏ và thịt quả, cùi cũng có màu phớt hồng. Quả bưởi có vị ngọt nhẹ, chua dịu. Do màu đỏ và mùi thơm đặc trưng, bưởi Luận Văn thường được người dân trong vùng chọn để bày trên bàn thờ nhân dịp Tết với mong muốn mang lại sự may mắn và phát tài.
Một trong những nguyên nhân tạo nên chất lượng đặc thù của bưởi Luận Văn là do điều kiện thổ nhưỡng. Đất của vùng trồng bưởi này chủ yếu là đất đỏ vàng trên đá sét và đá biến chất hoặc đất phù sa có tầng loang lổ đỏ vàng, tầng đất mặt dày trên 30 cm, tơi xốp và ẩm.
Tháng 12 năm 2013, Cục Sở hữu trí tuệ Việt Nam đã cấp Giấy chứng nhận đăng ký chỉ dẫn địa lý số 00039 cho sản phẩm bưởi "Luận Văn" cho khu vực địa lý gồm xã Thọ Xương và xã Xuân Bái, thuộc huyện Thọ Xuân, tỉnh Thanh Hóa.
Cho đến năm 2014, giống bưởi Luận Văn đã được nhân rộng ra một số xã cùng huyện Thọ Xuân như Xuân Lam, Xuân Phú.